# Хараїс-де-ла-Вера
Хараїс-де-ла-Вера (ісп. Jaraíz de la Vera) — муніципалітет в Іспанії, у складі автономної спільноти Естремадура, у провінції Касерес. Населення — 6863 особи (2010).
Муніципалітет розташований на відстані близько 180 км на захід від Мадрида, 85 км на північний схід від Касереса.

## Демографія
Динаміка населення (INE ):

## Галерея зображень

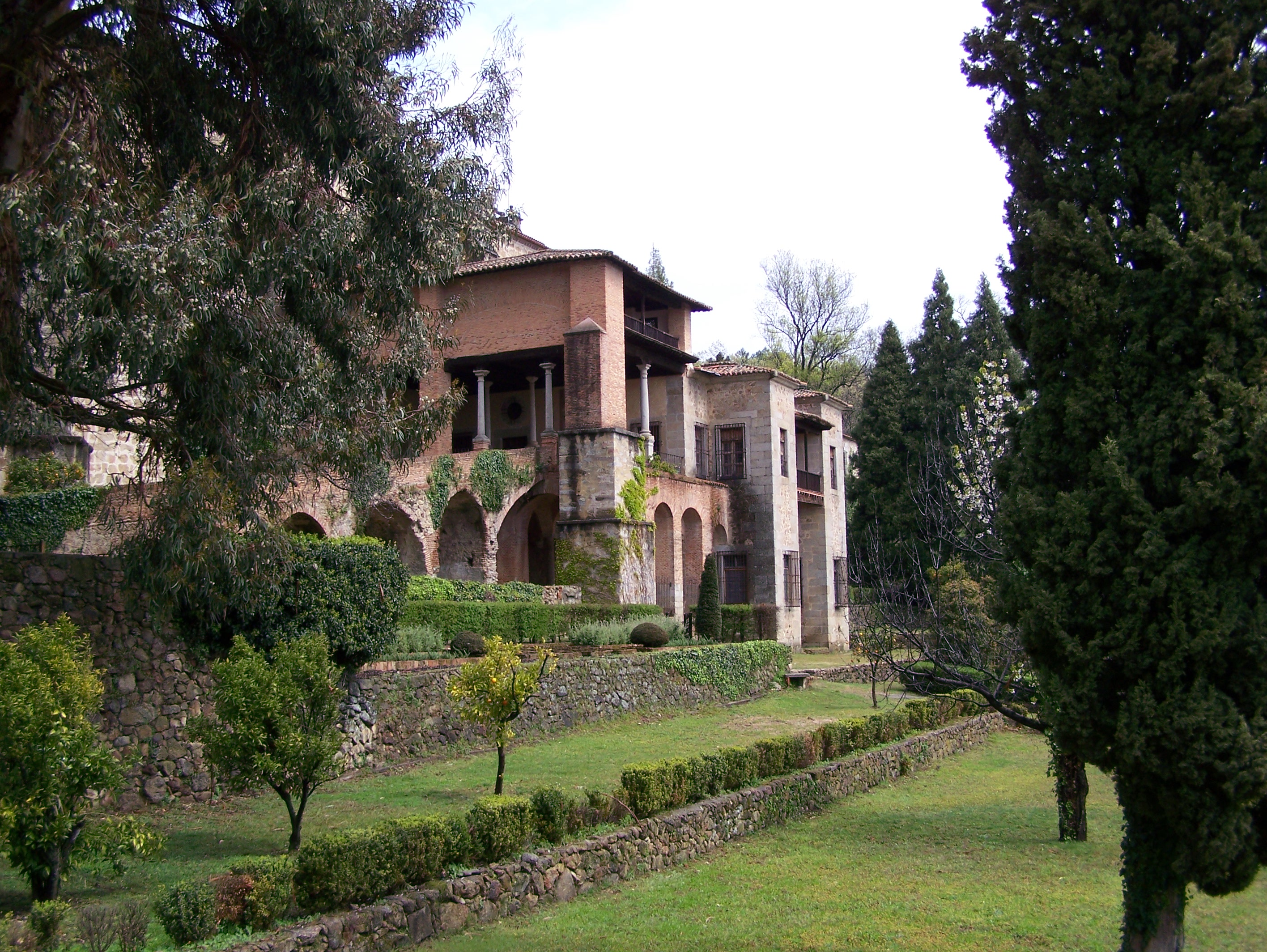
Монастир Юсте, Куакос, біля міста Хараїс-де-ла-Вера
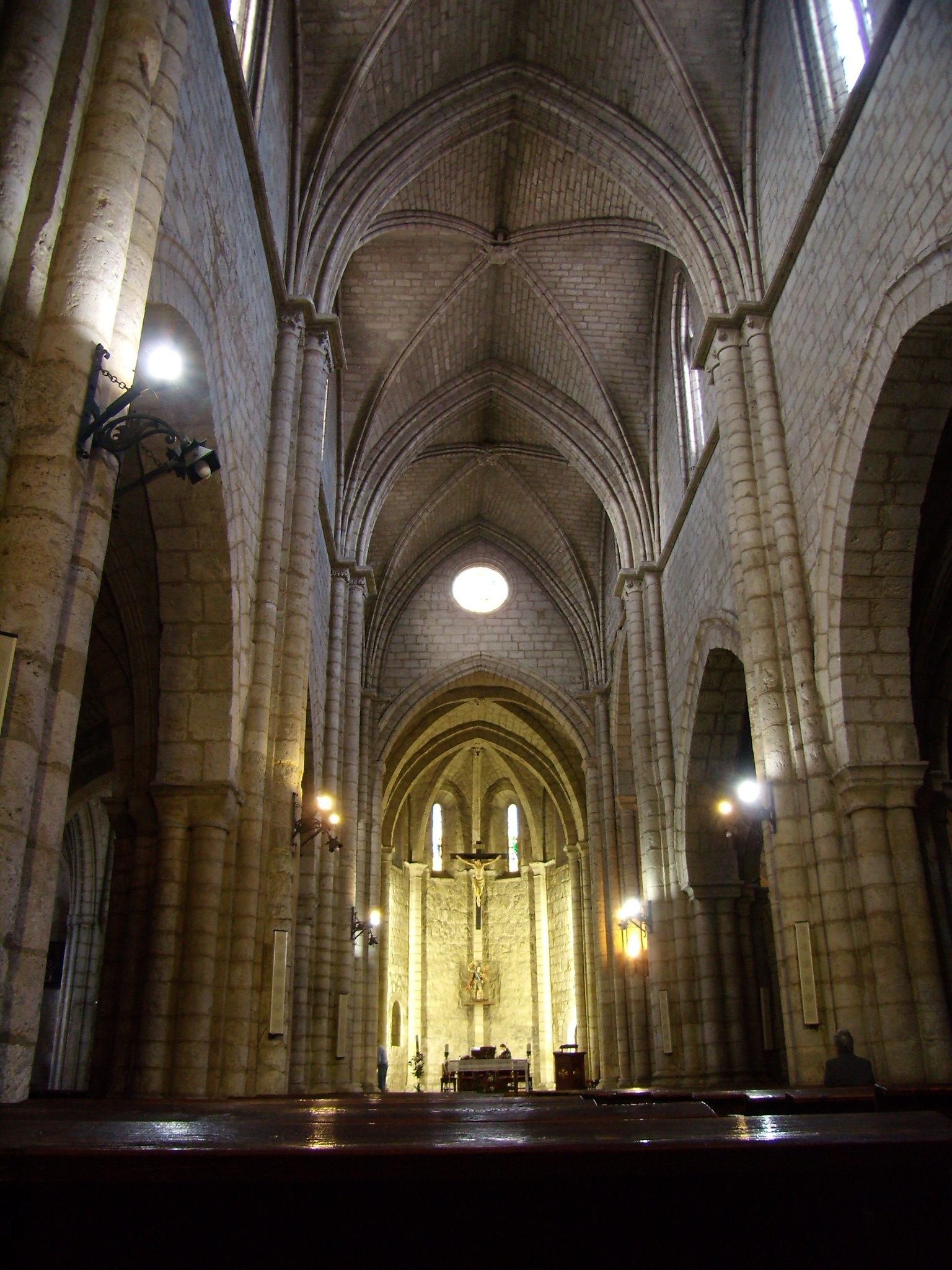
Церква Сан-Мігель-Арканхель, Хараїс
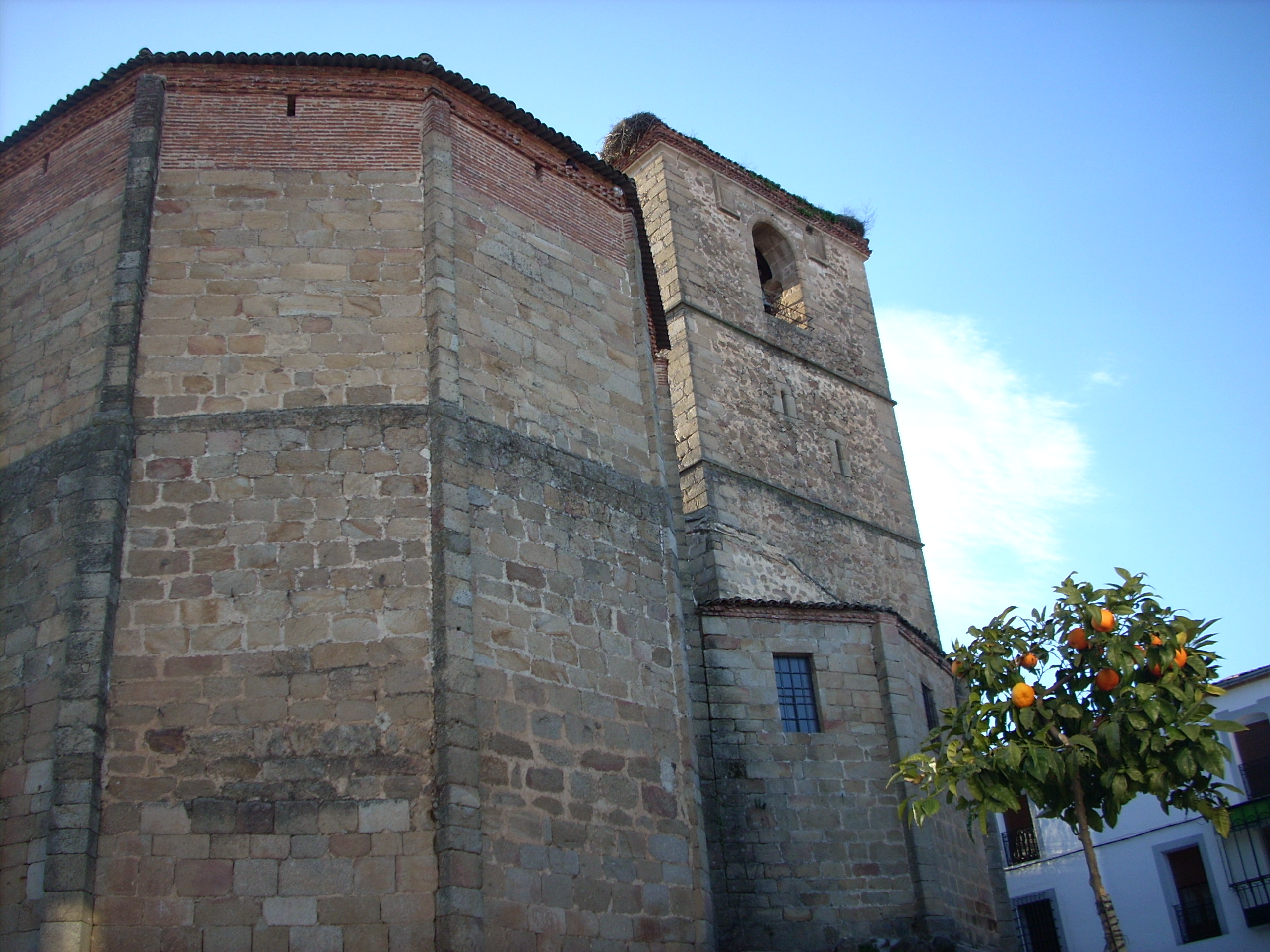
Церква Санта-Марія-де-Альтаграсія, Хараїс